# Cleistopholis
Cleistopholis Pierre ex Engl. – rodzaj roślin z rodziny flaszowcowatych (Annonaceae Juss.). Według The Plant List w obrębie tego rodzaju znajdują się 3 gatunki o nazwach zweryfikowanych i zaakceptowanych. Występuje naturalnie w klimacie równikowym Afryki. Gatunkiem typowym jest C. patens (Benth.) Engl. & Diels. 

## Morfologia
PokrójZimozielone krzewy.
LiścieNaprzemianległe, pojedyncze. Liść jest całobrzegi.
KwiatyPromieniste, obupłciowe, pojedyncze. Rozwijają się w kątach pędów. Mają 3 wolne działki kielicha. Płatków jest 6, ułożonych w dwóch okółkach, różnią się od siebie, zewnętrzne są nachylone ku sobie, natomiast wewnętrzne są mniejsze. Kwiaty mają liczne wolne pręciki. Zalążnia jest górna, składająca się z licznych wolnych słupków.
OwoceTworzą owoc zbiorowy.

## Systematyka
Pozycja według APweb (aktualizowany system APG III z 2009)
Rodzaj wraz z całą rodziną flaszowcowatych w ramach rzędu magnoliowców wchodzi w skład jednej ze starszych linii rozwojowych okrytonasiennych określanych jako klad magnoliowych.
Lista gatunków
- Cleistopholis glauca Pierre ex Engl. & Diels
- Cleistopholis patens (Benth.) Engl. & Diels
- Cleistopholis staudtii (Engl. & Diels) Engl. & Diels

## Zastosowanie
Drewno gatunku C. patens na zastosowanie komercyjne. Ponadto jego kora służy do produkcji lin i mat, a liście i korzenie używa się w lecznictwie. 

## Zagrożenia i ochrona
Jeden gatunek tego rodzaju został wpisany do Czerwonej księgi gatunków zagrożonych – C. staudtii został przypisany do kategorii gatunków narażonych.